# Marcos de Torres y Rueda

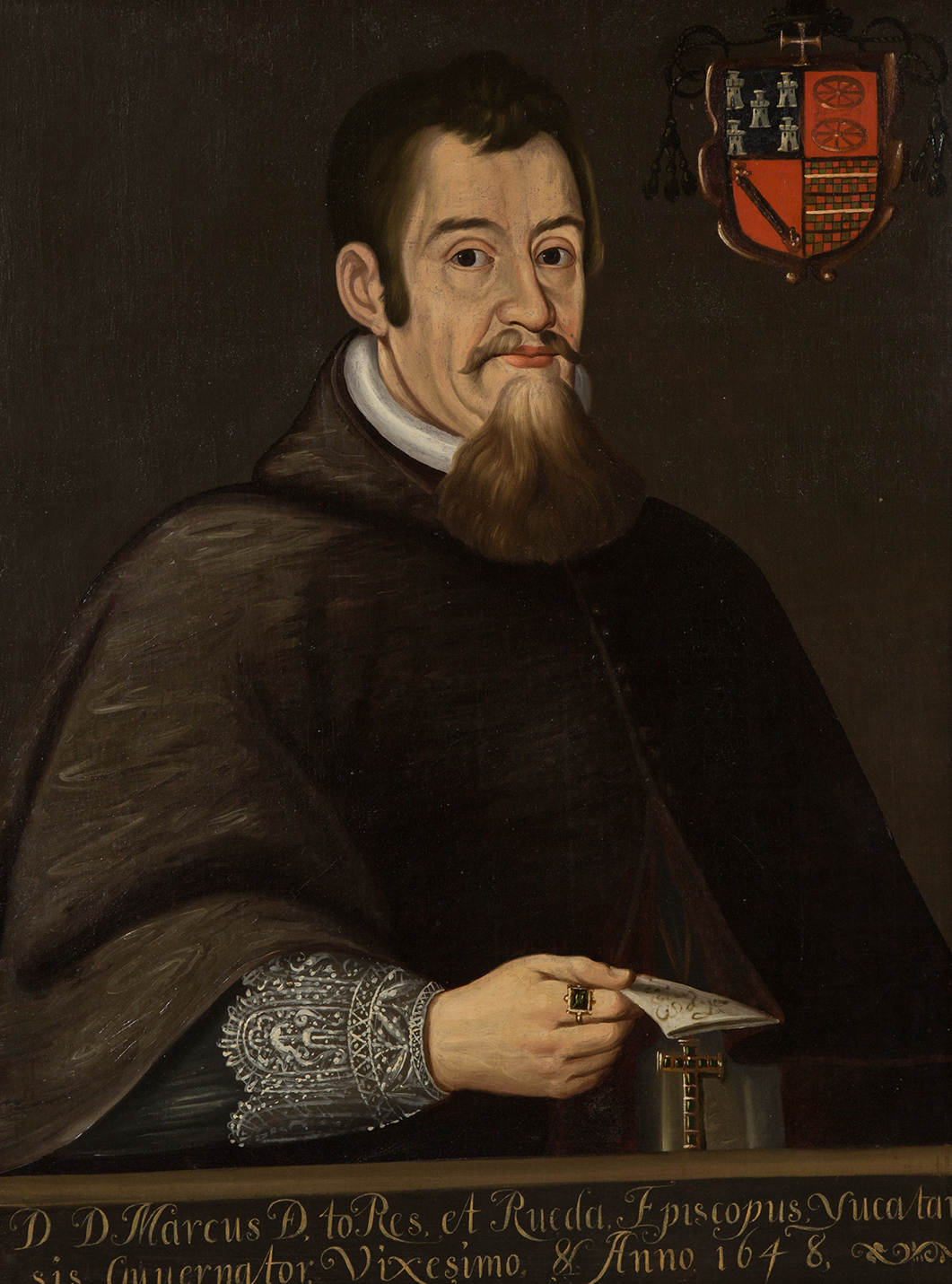
Marcos de Torres y Rueda, Vizekönig von Neuspanien

Marcos de Torres y Rueda (* 1588, nach anderen Quellen 25. April 1591, in Almazán, Soria, Spanien; † 22. April 1649 in Mexiko-Stadt) war ein spanischer Bischof der römisch-katholischen Kirche, der vorübergehend als Vizekönig von Neuspanien amtierte.

## Leben

### Herkunft und Karriere in Europa
Torres stammt aus Spanien; über sein Geburtsjahr gibt es unterschiedliche Angaben. Neben 1591 wird auch 1588 als Geburtsjahr angegeben. Er trat in Spanien in den Kirchendienst, wurde zum Priester geweiht und studierte Theologie. Er amtierte als Domherr der Kathedrale von Burgos.

### Amtszeit in Mexiko
König Philipp IV. ernannte ihn 1644 mit Bestätigung durch Papst Innozenz X. zum Bischof von Yucatán, das zum Vizekönigreich Neuspanien zählte.
Er erreichte seinen Bischofssitz nach der Weihe in Puebla im November 1646. Kurz darauf, im Juli 1647 ernannte ihn Philipp zum interimistischen Vizekönig, der den nach Peru versetzten Vizekönig García Sarmiento de Sotomayor ersetzen sollte.
Er amtierte vom 15. Mai 1648 bis zu seinem Tode weniger als ein Jahr lang. In seine Amtszeit fiel das Autodafé vom 11. und 12. April 1649, bei dem 107 Angeklagte von der Inquisition wegen Ketzerei getötet wurden. Torres war zu diesem Zeitpunkt freilich schon zu krank, um den Hinrichtungen beizuwohnen. Er starb bald darauf in Mexiko-Stadt.